# Астаулов Святослав Петрович
Святослав Петрович Астау́лов (21 лютого 1924, Київ — 23 лютого 1999, Київ) — український скульптор, член Спілки радянських художників України з 1970 року.

## Біографія
Народився 21 лютого 1924 у місті Києві (нині Україна). У 1956 році закінчив навчання в Київському художньому інституті, де його викладачами були зокрема Макс Гельман, Макар Вронський та Олексій Олійник. Дипломна робота — скульптура «Трудівник моря» («Рибалка»).
З 1956 по 1961 рік працював на посаді головного художника у скульптурному цеху Київського товариства художників. Мешкав у Києві, в будинку на бульварі Лихачова, № 2, квартира № 54, потім в будинку на провулку Бастіонному, № 9, квартира № 33. Помер в Києві 23 лютого 1999 року.

## Творчість
Працював в галузі станкової та монументальної скульптури. Серед робіт:
станкова скульптура
- «Рибалка» (1957; 2-а премія на Всесоюзній художній виставці);
- «Розстріл партизан» (1963);
- «Тяжкі роки» (1964, у співавторстві з Н. Доляром);
- «Бюст льотчика Нестерова» (1966; 2-а премія на Всесоюзній художній виставці);
- «Тарас Шевченко» (1964, гіпс);
- «Будівельник» (1967, бетон, бронза);
- «Мати» (1968, штучний камінь);
- «Анатолій Луначарський» (1969, оргскло);
- «Студент» (1969, оргскло);
- «Колгоспниця» (1995).

пам'ятники
- «Шахтар» (1957, Березники);
- «Партизани» (1957, Вітебськ);
- «Загиблим воїнам» (1958, Пінськ);

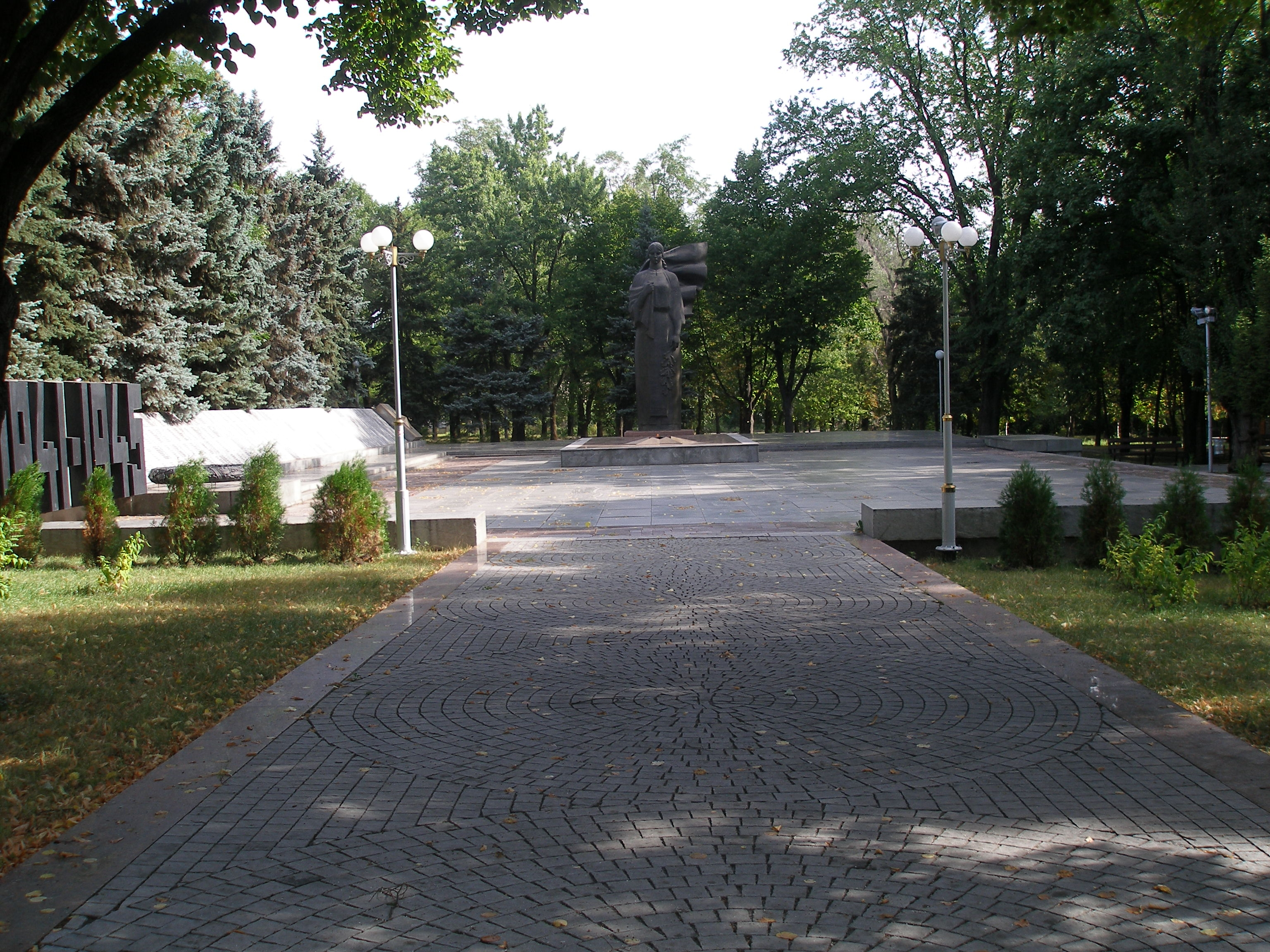
«Скорботна мати»

- «Володимир Ленін» (1959, Петропавловськ);
- «Врожай» (1960, Наманган);
- «До зірок» (1962, Луцьк);
- «Жертвам громадянської війни» (1963, Фастів);
- воїнам-інтернаціоналістам «Скорботна мати» (1999, Херсон, Парк Слави).

З 1957 року брав участь у всеукраїнських і всесоюзних виставках, а з 1958 року — і міжнародих, зокрема:
- виставці дипломних робіт студентів Київського дердавного художнього інституту 1956 року випуску (Київ, 1956);
- 5-тій всесоюзній виставці дипломних робіт студентів художніх вузів СРСР 1956 року випуску (Москва, 1956);
- ювілейній художній виставці УРСР (Київ, 1957);
- всесоюзній художній виставці присвяченій 40-річчю Великої Жовтневої соціалістисної революції (Москва, 1957).